# Општина Паулешти (Прахова)
Паулешти (рум. Păuleşti) општина је у Румунији у округу Прахова.
Oпштина се налази на надморској висини од 233 m.